# 에스테반 비고
에스테반 비고 베니테스(스페인어: Esteban Vigo Benítez, 1955년 1월 17일, 안달루시아 주 벨레스-말라가 ~)는 스페인의 전 축구 선수로, 현역 시절 미드필더로 활약했으며, 현재 감독일을 하고 있다.
그는 프로 현역 시절 말라가와 바르셀로나에서 활약했는데, 13시즌에 걸쳐 총 240번의 라 리가 경기에 출전해 24골을 기록했다.
비고는 1995년에 감독일을 시작해 여러 구단을 지도했다.

## 선수 경력
선수 시절에 에스테반(스페인어: Esteban)으로 등록해 활약했던 그는 벨레스-말라가 출신으로, 인근 말라가 소속으로 프로 무대에 첫발을 내디뎌 1976년에 라 리가 승격을 견인했다. 그는 이후 스페인의 거함 바르셀로나의 제의를 받아 1976년 12월에 25M Ptas의 이적료로 입단했고, 이후 10년 동안 자주 기용되었지만 붙박이 주전으로 도약하지는 못했다.(가장 많은 출전 기회를 얻은 시즌은 1980-81 시즌으로 23경기 출전했다) 그는 3-1로 이긴 1980-81 시즌의 스포르팅 히혼과의 코파 델 레이 결승전에 선발로 출전했다.
에스테반은 1987년에 친정으로 복귀해, 4년 후에 36세의 나이로 은퇴하기 전까지 활약했다. 그는 1981년에 2달 사이 스페인 국가대표팀 경기에 3번 출전하기도 했는데, 당시 국가대표팀의 자국에서 열릴 이듬해 월드컵을 준비 과정에 기회를 잡았지만, 최종 명단에 이름을 올리지 못했다. 그는 1976년 하계 올림픽에 차국을 대표로 출전한 적도 있다.

## 감독 경력
감독일을 시작한 후, 비고는 고향 안달루시아의 알메리아 감독을 처음으로 잡은 이래, 계속해서 안달루시아의 여러 구단 감독을 맡았으며, 해외로 건너가 루마니아에서도 활동했었다. 2009년, 그는 헤레스의 사상 첫 1부 리그 승격을 이루었다. 그러나, 2009년 7월에 또다른 세군다 디비시온의 에르쿨레스로 이적했고, 알리칸테 연고 구단을 이끌고 준우승을 기록해 13년 만의 승격을 이룩했다.
2011년 3월 21일, 비고는 오사수나와의 안방 경기에서 0-4로 패한 후 경질되었다. 오사수나전 패배 전까지 에르쿨레스는 시즌 첫 4경기 연속 패배를 당했는데, 앞서 5경기에서 얻은 승점은 15점 만점 중 1점이었다. 2011년 4월 4일, 그는 루카스 알카라스의 후임으로 알메리아의 신임 감독이 되었다.
2012년 7월, 비고는 2년 계약을 맺고 헤레스로 복귀했는데, 2년 계약을 연장할 권한도 얻었다. 그와 함께 3명의 감독진이 이듬해 2월에 경질당했는데, 당시 헤레스는 최하위로 잔류권까지 승점 7점 차였다.(결국 헤레스는 시즌 종료 후 강등되었다)
2021년 2월 17일, 비고는 헤레스로 복귀해 감독 4기를 시작했다. 그는 구단을 테르세라 디비시온의 승격 플레이오프전까지 이끌었지만, 세우타에게 패했고, 이후 사표를 제출했다.

## 축구 외
비고는 2010년 9월 13일에 자서전 승자(Ganador)를 출판했다.

## 수상

### 선수
바르셀로나
- 라 리가: 1984–85
- 코파 델 레이: 1977–78, 1980–81, 1982–83
- 수페르코파 데 에스파냐: 1983
- 코파 데 라 리가: 1983, 1986
- 컵위너스컵: 1978–79, 1981–82

말라가
- 세군다 디비시온: 1987–88

### 감독
헤레스
- 세군다 디비시온: 2008–09